# Enspijk
Enspijk est un village appartenant à la commune néerlandaise de West Betuwe, dans la province de Gueldre. Le 1er janvier 2007, le village comptait 580 habitants.